# PA2-Wert
Der pA2-Wert bezeichnet in der Pharmakologie den negativen dekadischen Logarithmus der Konzentration eines hemmenden Wirkstoffs (Antagonist), bei der die Konzentration eines aktivierenden Wirkstoffs (Agonist) verdoppelt werden müsste, um den gleichen Effekt wie bei Abwesenheit eines Antagonisten zu beobachten:
{\displaystyle \operatorname {p} A_{2}=-\log \,[Antagonist]+\log \,(r-1)}, wobei
{\displaystyle r={\frac {EC_{50}(+Antagonist)}{EC_{50}(-Antagonist)}}}
Der pA2-Wert wurde durch Heinz Otto Schild eingeführt. Er kann mit Hilfe des Schild-Plots ermittelt werden und ist ein Maß für die Affinität eines Antagonisten zum Rezeptor. Der pA2-Wert entspricht näherungsweise der Dissoziationskonstanten pKD eines Antagonisten.